# Lizonne (Charente)
Die Lizonne ist ein kleiner Fluss im Südwesten von Frankreich, der im Département Charente der Region Nouvelle-Aquitaine östlich der Stadt Ruffec verläuft.

## Geografie

### Verlauf
Die Lizonne entspringt im Gemeindegebiet von Le Bouchage, entwässert großteils über West generell Richtung Westnordwest und mündet nach rund 16 Kilometern im Gemeindegebiet von Taizé-Aizie als linker Nebenfluss in die Charente.

### Orte am Fluss
(Reihenfolge in Fließrichtung)
- Le Bouchage
- Frêtet, Gemeinde Le Bouchage
- Braillicq, Gemeinde Nanteuil-en-Vallée
- Moutardon, Gemeinde Nanteuil-en-Vallée
- Bioussac
- Bois Régnier, Gemeinde Bioussac
- Aizie, Gemeinde Taizé-Aizie